# Театър на абсурда
Театърът на абсурда е название, предложено да опише едно направление от авангардното театрално изкуство на 50-те и 60-те години от ХХ век. Популяризирането му идва с издаването на едноименната книга от английския критик Мартин Еслин. За характерни представители на този вид театър се считат драматурзите Самюъл Бекет, Артюр Адамов, Йожен Йонеско, Жан Жоне и Харолд Пинтър: именно тях Еслин разглежда в първите издания на книгата. В следващите десетилетия, с утвърждаването на контракултурните практики, първоначално набелязаните очертания на течението се размиват. В теорията изнамирането на прецеденти и аналози, както и детайлният анализ на емблематичните примери лишава категорията от реално съдържание.
В своето разбиране Мартин Еслин изхожда от идеята за абсурд, която е популяризирана от Албер Камю и екзистенциалистите. До тази идея те достигат чрез рационален и философски анализ и съответно опитите им да я представят се ограничават в стандартните разбирания за театър. За разлика от тях Бекет и другите драматурзи на абсурда не се опитват да обясняват или описват, а директно я въплъщават в своите сценични произведения. Така те се оказват трудно податливи на анализ в термините на съдържание и форма. Средствата, които използват, макар да подронват конвенциите на познатия театър, си остават театрални – за разлика от хепънинга и другите форми на 'антитеатър'.
Театърът на абсурда често се споменава с позоваване на имената на драматурзи, при все че абсурдни са само някои техни произведения.